# Can Dragó Nou
Can Dragó Nou era una masia situada entre els actuals carrers del Vinyar, d'Argullós, de Joaquim Valls i l'avinguda de Rio de Janeiro, al barri de la Prosperitat del districte de Nou Barris de Barcelona.

## Història
Va ser feta construir el 1929 per la família Soca i Pla en substitució de Can Dragó Vell. Durant la Guerra Civil, la vinya va ser malmesa, ja que els ceps van ser arrencats per la gent per a fer-hi llenya.
Posteriorment, els propietaris de la masia van decidir treure un rendiment al terreny situat entre els carrers de Joaquim Valls i de Tissó, donant origen al camp de futbol de la UD Bloc, que tenia la seu social a la fonda de Can Joan, a l'altra banda de la via del tren (actualment avinguda Meridiana). També hi jugava com a local el CF Formentera, nom del carrer adjacent, on el 1973 s'hi aixecaren pisos que ocupaven la meitat del solar. Aleshores, els veïns es mobilitzaren per aconseguir que el terreny restant fos zona verda.
Finalment, la masia fou enderrocada el 20 de febrer del 1974 per a l'obertura de l'avinguda de Rio de Janeiro. El topònim perdura en el Parc de Can Dragó.

## Descripció
Es tractava d'un casalot de gran alçada, compost per la masia pròpiament dita i diverses construccions annexes. L'edifici principal estava format per tres cossos: un de central, amb la coberta a dues vessants, i dos de laterals, amb la coberta a tres vessants, tots ells amb teulada, sota la qual hi havia un ràfec amb una cornisa motllurada. En una de les façanes principals hi havia un finestral triple d'arc de mig punt a la planta superior i tres finestres quadrades, mentre que en una de les façanes laterals hi havia una finestra balconera, i la resta era cega. Adossada a la primera d'aquestes façanes hi havia una construcció de característiques semblants, de planta baixa i coberta de teula a tres vessants.